# Nascopie
El RMS Nascopie fue un barco de vapor construido por Swan Hunter y Wigham Richardson de Newcastle upon Tyne, Inglaterra. Fue botado el 7 de diciembre de 1911 y alcanzó velocidades de 14,1 nudos (26 km/h) durante sus pruebas en el mar.

## Hundimiento

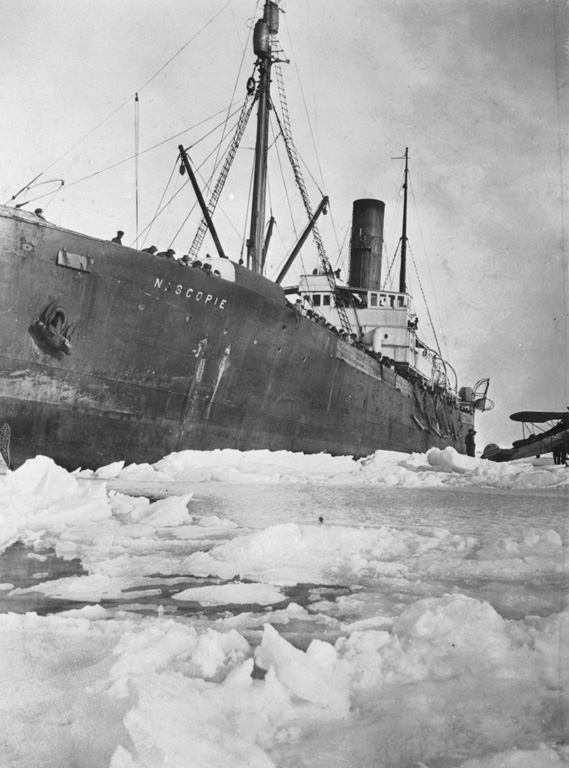
El Nascopie en 1927.

Durante la Segunda Guerra Mundial, fue equipada con un cañón antiaéreo y un cañón naval de 3,7 pulgadas y se utilizó para transportar criolita para fabricar aluminio para el esfuerzo bélico.
El Nascopie naufragó cerca del cabo Dorset, cerca del extremo sur de la isla de Baffin, en un arrecife inexplorado, el 21 de julio de 1947.